# Pik Vit

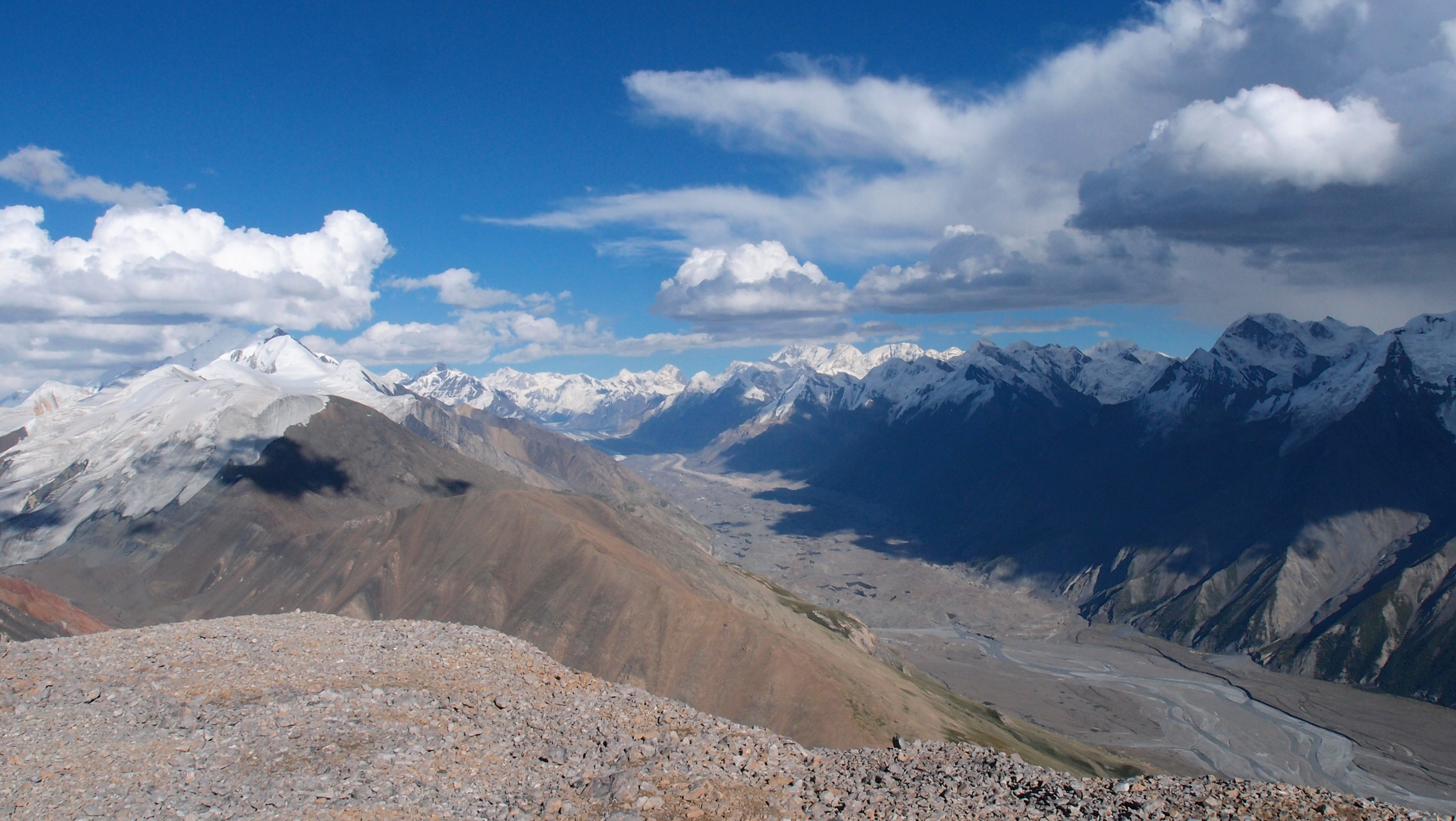
Pohled na ledovec Inylček z vrcholu

Pik Vit (rusky Пик Вит) je vrchol v Issykkulské oblasti v severovýchodním Kyrgyzstánu. Leží v nadmořské výšce 4215 m. Geograficky spadá do hřbetu Sarydzhaz, jenž je součástí pohoří Ťan-šan. Leží nedaleko sedla Ťuz, které spojuje údolí ledovce Inylček a údolí řeky Ťuz.

## Přístup
Z jihu se na vrchol jde od řeky Ťuz, výstup je nejdříve korytem potoka, posléze se přejde na pěšinu a v závěru se jde sutí. Přibližně 500 metrů pod vrcholem se nachází plošina vhodná ke stanování.
Ze severu od ledovce je výstup poměrně prudký, ale lze jej zvládnout bez horolezeckého vybavení.